# صالح بن محمد الفلاني
صالح بن محمد بن نوح بن عبد الله العمري المعروف بالفُلَّاني المالكي (1166 - 1218 هـ = 1753 - 1803 م)، عالم بالحديث ومجتهد، من فقهاء المالكية، عاش في المدينة المنورة وتُوفي بها. يعود نسبه إلى قبيلة "فلان" أو "فلانة" (كرمانة) من قبائل السودان، حيث نزل بعض أسلافه. وُلد الفُلَّاني في السودان ونشأ هناك، ثم انتقل في طلب العلم إلى عدة بلدان، منها شنقيط ومراكش وتونس ومصر.
استقر لاحقًا في المدينة المنورة، حيث واصل تعليمه وأداء دوره في نشر العلم إلى حين وفاته عام 1218 هـ / 1803 م.

## مؤلفاته
من أشهر مؤلفات الفُلَّاني:
1. قطف الثمر في رفع أسانيد المصنفات في الفنون والأثر (طُبع)
2. إيقاظ همم أولي الأبصار للاقتداء بسيد المهاجرين والأنصار (طُبع)
3. الثمر اليانع (مخطوط) رسالة في تراجم أشياخه.

## وفاته
توفي الفُلَّاني في المدينة المنورة عام 1218 هـ / 1803 م، ودفن هناك.